# Cera
La cera è un combustibile solido naturale o artificiale formato da una miscela di esteri di acidi grassi e alcoli grassi. Il termine è generico e sommariamente si riferisce a sostanze lipidiche con massa molecolare relativamente alta e struttura differente da quella di steroidi, trigliceridi e fosfolipidi; in alcuni casi, tuttavia, la parola cera può essere utilizzata per indicare materiali affini di differente natura.
Dal punto di vista fisico, con il termine cera si indica una sostanza dalle seguenti proprietà:
- malleabilità a temperatura ambiente;
- un punto di fusione di circa 45 °C (113 °F)
- una viscosità relativamente bassa quando fusa (diversamente da quasi tutte le materie plastiche);
- insolubilità in acqua;
- idrorepellenza.

Questi aspetti da soli non permettono di distinguere univocamente le cere da grassi, oli e simili; ad esempio, la trilaurina o gliceril tridodecanoato, un grasso, che fonde a 46 °C e rispetta tutte le altre caratteristiche date.
Le cere possono essere rinvenute naturalmente o prodotte artificialmente mediante processi di chimica industriale; tra le più comuni si annoverano la cera d'api, la cera di carnauba (cera vegetale) e la paraffina (cera minerale, una miscela di idrocarburi semisolidi). Sono cere naturali anche altre sostanze oleose secrete all'interno di alcune cavità animali, ad esempio l'orecchio o il capo di alcuni cetacei. Certi materiali sintetici che presentano le proprietà elencate sopra sono spesso chiamati cere.
Dal punto di vista chimico, le cere in senso stretto sono miscele di esteri, alcoli, acidi saturi con catena da 14 a 30 atomi di carbonio.
Una cera si differenzia da grassi a consistenza simile come stearine e palmitine perché può essere in primis un monoestere di alcoli ad alto peso molecolare (alcoli grassi come il cetilico) con acidi grassi, o ad esempio di glicole etilenico con due acidi grassi; i grassi o lipidi sono invece esteri della glicerina con tre acidi grassi. Altri alcoli possono prendere il posto del glicole etilenico e per lo più si incontrano cere derivanti dall'esterificazione di un alcool monofunzionale a lunga catena. Le loro caratteristiche apolari e la loro estrema malleabilità le rendono un materiale molto usato nelle attività umane. Hanno una funzione biologica diversificata e se secrete impediscono la perdita di acqua per traspirazione.
Viene chiamato "cera per incisioni" un materiale costituito da un impasto di bitume, cera d'api e mastice in gocce. Esso viene steso su una lastra o matrice, riscaldato leggermente onde ottenere uno strato uniforme e sottilissimo, quindi annerito col nerofumo di una candela per poter poi essere inciso.

## Tipi di cera

### Cere di origine animale
- Cera d'api - prodotta dalle api
- Cera cinese - prodotta dal Ceroplastes ceriferus, una cocciniglia
- Spermaceti - dal capo dei capodogli e da grasso e capo di altri cetacei
- Lanolina - ricavata dalla lana, secreta dalle ghiandole sebacee della pecora

### Cere vegetali
Le cere vegetali sono una categoria di lipidi insolubili in acqua ma solubili in solventi organici, presenti comunemente sulla superficie esterna delle piante. Questi composti mostrano una grande variabilità chimica a seconda delle diverse specie vegetali e sono costituiti principalmente da esteri di acidi grassi e alcoli a lunga catena. Svolgono una funzione protettiva essenziale contro la disidratazione e i danni ambientali, quali l'esposizione ai raggi UV e gli attacchi di insetti e patogeni.
- Cera di carnauba - ricavata da una palma (Copernicia prunifera)
- Cera di mirto - ricavata dalla Myrica cerifera
- Cera candelilla - dagli arbusti messicani di Euphorbia cerifera ed Euphorbia antisyphilitica
- Cera di ricino - ottenuta dall'olio di ricino idrogenato cataliticamente
- Cera di sparto - un sottoprodotto della fabbricazione della carta dal grasso di sparto
- Cera giapponese - un sego vegetale (non una vera cera), ricavato dalle bacche dei generi Rhus e Toxicodendron
- Olio di jojoba - ottenuto dai semi di jojoba, costituisce un sostituto dello spermaceti
- Cera ouricury - ricavata dalle foglie di palme brasiliane (Syagrus coronata o Cocos coronata)
- Cera di riso - ricavata dalla crusca dei chicchi di riso

### Cere minerali
- Cera di lignite - estratta dalla lignite, una vera cera a base esterica
- Ceresina o Ozocerite - una paraffina naturale, miscela di idrocarburi

#### Cere derivate dal petrolio
- Paraffina - miscela di idrocarburi contenente in modo prevalente alcani a lunga catena lineare
- Cera microcristallina - miscela di idrocarburi contenente in modo prevalente alcani ramificati e cicloalcani, con struttura cristallina molto fine

### Cere sintetiche
- Cera polietilenica - ricavata dal polietilene, un polimero plastico
- Cera Fischer-Tropsch - ricavata dai sottoprodotti del processo Fischer-Tropsch, una paraffina
- Cera chimicamente modificata - solitamente ulteriormente esterificata o saponificata
- Cera ammidica sostituita - ammidiche come stearamide e oleoamide ottenute da condensazione di ammine e diammine con acidi grassi (distaccanti e surfattanti)
- α-olefine polimerizzate - ricavate dalla polimerizzazione delle α-olefine, un polimero plastico